# Tonografo

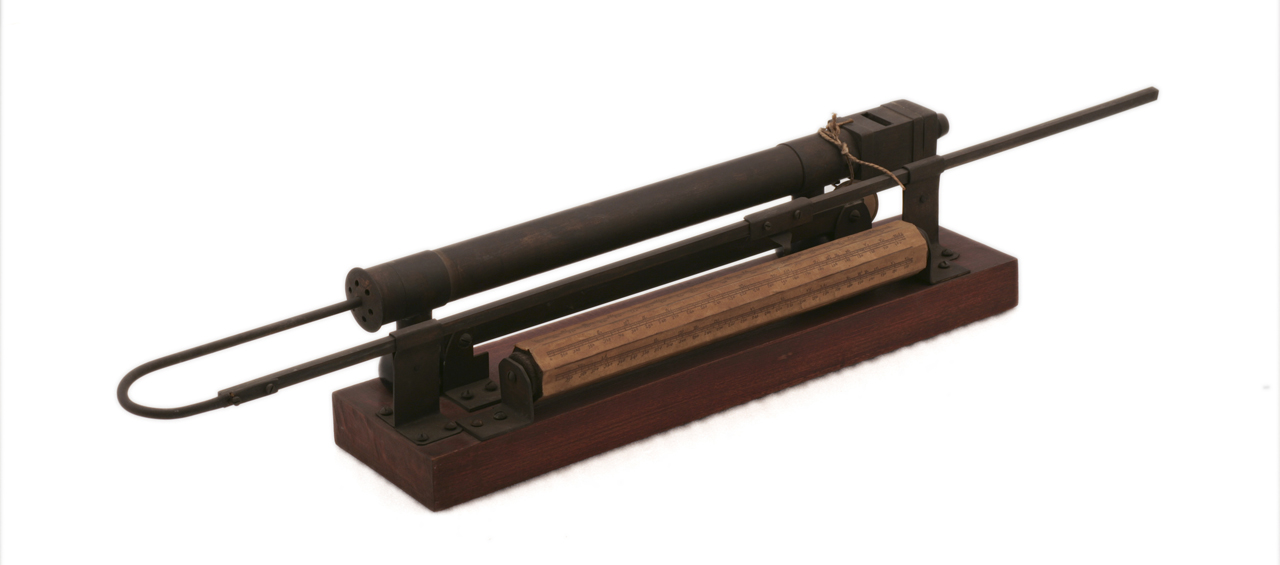
Il tonografo, presentato nel 1841 da Cagnazzi e conservato presso il Museo nazionale della scienza e della tecnologia "Leonardo da Vinci" a Milano

Il tonografo è uno strumento inventato dallo scienziato italiano Luca de Samuele Cagnazzi (1764-1852) e presentato alla Terza riunione degli scienziati italiani, tenutasi a Firenze nel mese di settembre del 1841.
Produce suoni ad aria in modo simile a un organo e serve a imitare il tono della voce umana.
L'apparecchio originale fu donato dal suo inventore Cagnazzi nel corso della Terza riunione degli scienziati italiani. In seguito si persero le tracce dello strumento, ma nel 1932 circa, per interessamento di uno studioso, fu ritrovato in una cantina ed esposto presso il Museo Galileo, in piazza dei Giudici a Firenze. L'originale è oggi conservato presso il Museo nazionale della scienza e della tecnologia "Leonardo da Vinci" (a Milano). Una copia dello strumento fu commissionata dal conte Celio Sabini (di Altamura) ed è oggi esposta presso l'Archivio Biblioteca Museo Civico di Altamura.

## Costruzione
Secondo quanto contenuto nell'autobiografia del suo inventore Luca de Samuele Cagnazzi, il tonografo (nella sua versione originale) fu costruito da Cagnazzi in persona con le sue mani ("colle mie mani") intorno all'anno 1841. In concomitanza con la sua costruzione scrisse anche "la corrispondente memoria" che avrebbe dovuto spiegarne il funzionamento e lo scopo. Tale opera fu inizialmente scritta in latino e uscì col titolo Tonographiae Excogitatio (1841), dal momento che Cagnazzi voleva "rendere tale invenzione nota in Germania". Successivamente tradusse l'opera in italiano in occasione della Terza riunione degli scienziati italiani. Secondo quanto raccontato dallo stesso Cagnazzi, lo strumento fu molto acclamato durante la Terza riunione.

## Principio di funzionamento
Il tonografo è un dispositivo costituito da una sezione cilindrica in ottone cava chiusa a una delle due estremità e dotata di un foro. Il cilindro è in tutto e per tutto simile a quello degli organi. Attraverso un mantice azionato attraverso i piedi, l'aria passa attraverso il tubo cilindrico generando un suono. All'interno del cilindro vi è uno stantuffo la cui posizione è regolata dall'asta e, al variare della posizione dello stantuffo varia anche l'ampiezza del cilindro attraversata dall'aria del mantice. Al variare dello stantuffo (e quindi dell'asta), lo strumento genererà un suono diverso. La presenza di una scala graduata consente una "misura" dell'intonazione e dell'inflessione della voce umana, facendo in modo da eguagliare la voce di una persona con il suono dello strumento.
La scala fornita da Cagnazzi, a quanto pare, si raccorderebbe anche con la scala armonica e diatonica delle note musicali. Cagnazzi parte dal presupposto che, tra la lunghezza di un tubo chiuso e la frequenza emessa vi è grosso modo una proporzionalità inversa. Basandosi su questo ragionamento, arriva a definire l'ampiezza della scala e a raccordarsi con la scala musicale.
Lo scopo non era solo quello di misurare, ma anche quello di conservare i toni e le inflessioni della voce (ad esempio, trascrivendoli al di sopra di un testo). Rappresenta quindi, in senso lato, anche un sistema di conservazione delle informazioni.
Durante la presentazione dello strumento, avvenuta nel 1841 alla III Riunione degli scienziati italiani e nel corso della quale lo strumento fu donato alla sezione, il professor Giovanni Alessandro Majocchi lodò l'invenzione di Cagnazzi, in quanto avrebbe fornito alle scuole di declamazione un modo per annotare il livello della voce. Le scale diatoniche e cromatiche della musica non possedevano un numero sufficiente di scale per poter rappresentare in modo preciso il tono della voce. Durante la presentazione, il chimico Giuseppe Gazzeri obiettò che uno strumento meccanico non avrebbe potuto emettere un suono simile alla voce umana, essendo intrinsecamente diversi i materiali di cui erano composti l'apparato fonatorio umano e lo strumento meccanico.

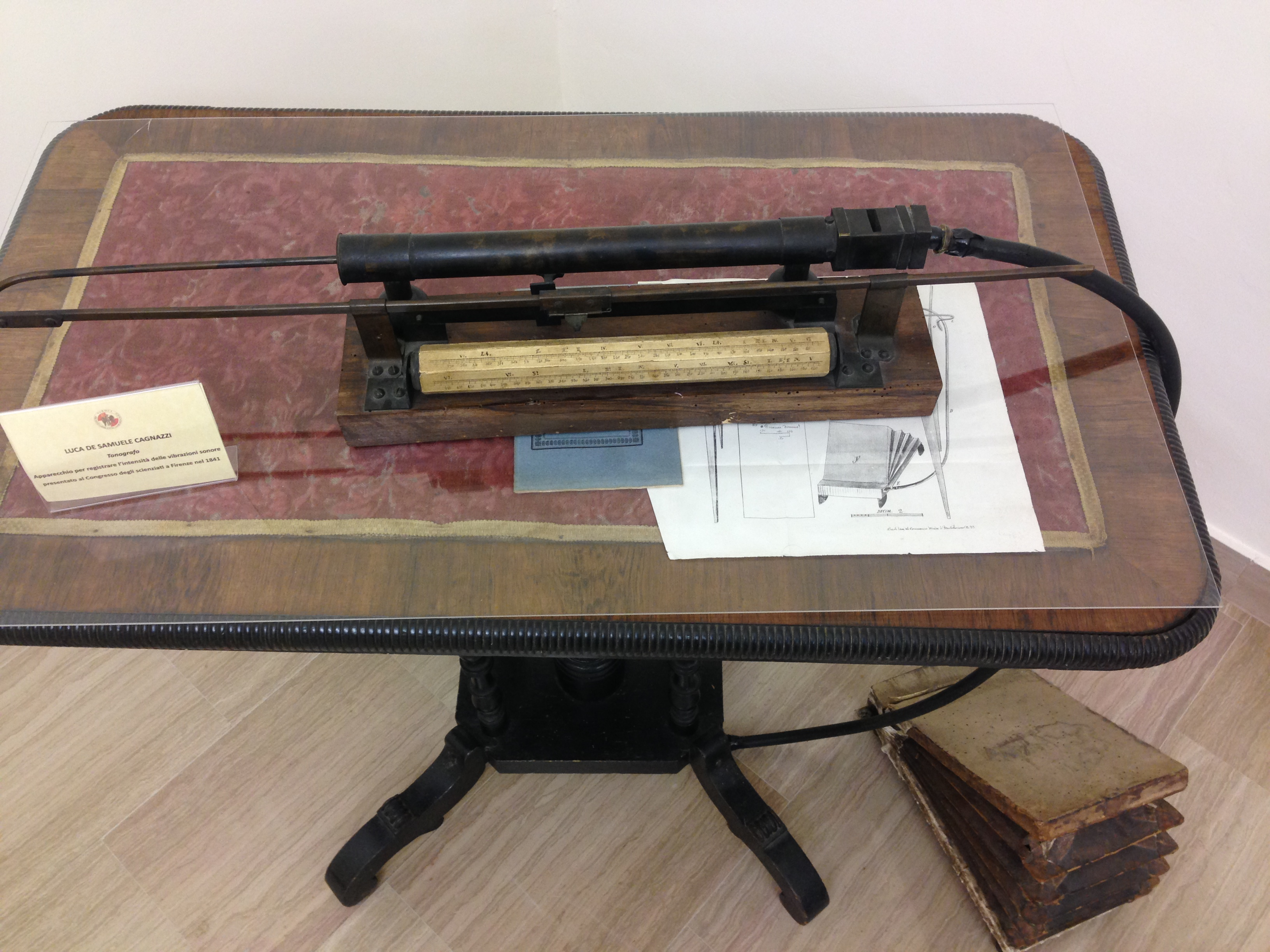
Una copia del tonografo, conservata presso l'Archivio Biblioteca Museo Civico di Altamura

All'obiezione di Gazzeri rispose lo stesso Majocchi, spiegando che il suono era caratterizzato da tre fattori, cioè il tono, l'intensità e il timbro. Il tono dipende dalla frequenza del suono, l'intensità è la "forza" di un suono, mentre il timbro dipende dal materiale del "corpo sonante". Suoni diversi come ad esempio un contrabbasso e una campana possono avere lo stesso tono e la stessa intensità, pur risultando alquanto diversi. La differenza sarebbe data proprio dal timbro. Essendo importanti negli esercizi e nelle scuole di recitazione l'intensità e il tono e non il timbro, l'obiezione di Gazzeri, secondo Majocchi cadrebbe "da sé".

## Esempio di utilizzo
Un esempio di utilizzo del tonografo viene fornito dallo stesso Cagnazzi, il quale spiega come utilizzare il tonografo. Si fanno pronunciare con sufficiente lentezza le sillabe di ogni parola e ogni frase del testo da trascrivere, facendo in modo da imitare la voce con lo strumento. Una volta avvicinatisi al suono che la voce fa per ciascuna sillaba, si trascrive al di sotto della sillaba il corrispettivo valore segnato sulla scala. Ad un livello ancora inferiore viene segnato anche il numero di pressioni del mantice effettuato per ciascuna parola. La "misura" delle inflessioni della voce richiede molta diligenza e un certo numero di tentativi prima di arrivare a una resa abbastanza fedele.
Luca de Samuele Cagnazzi fornisce un esempio di utilizzo del tonografo basato su un noto verso di Quinto Ennio, tratto dall'opera Andromaca prigioniera:
(tonografia-1841, pag. 46)
Dall'esempio fornito da Cagnazzi emerge l'uso prettamente "musicale" o, più precisamente, di recitazione in cui lo strumento avrebbe dovuto trovare applicazione. Lo stesso Cagnazzi utilizzò il verso di cui sopra basandosi sulle informazioni fornite da Cicerone su come il verso veniva pronunciato in età classica.
Cagnazzi si scontra con l'impossibilità (tranne alcune eccezioni) di ricostruire fedelmente i toni e le inflessioni della voce degli antichi greci e latini nelle opere giunte fino ai posteri. Lo stesso inventore, nella prima parte dello scritto Tonografia escogitata (1841) fa alcune acute osservazioni sulle lingue e sulla musica; inoltre spiega, nell'incipit, lo scopo del suo lavoro e della sua invenzione:
(tonografia-1841, pag. 3)

## Precedenti tentativi
Secondo quanto riportato dallo stesso inventore Luca de Samuele Cagnazzi, vi erano stati in precedenza dei tentativi di trascrivere fedelmente i toni della recitazione. In particolare, alcuni tentativi furono compiuti dall'Académie des inscriptions et belles-lettres di Parigi. Il suo segretario perpetuo Charles Pinot Duclos racconta che l'abate Jean-Baptiste Dubos propose di creare una commissione di persone molto esperte nel campo della musica, al fine di individuare e distinguere delle frazioni più piccole della scala diatonica della voce umana e renderne così più precisa la descrizione.
Il tentativo dell'accademia, però, non andò a buon fine, avendo l'udito umano (persino delle persone più addestrate) la sostanziale incapacità di percepire agevolmente differenze di tono al di là di un certo livello di precisione senza uno strumento adeguato. Il tentativo empirico malriuscito fu interpretato dalla stessa accademia come l'impossibilità intrinseca di distinguere le frazioni diatoniche, non considerando dei metodi alternativi basati sulle scienze fisiche e matematiche. Cagnazzi paragona l'accademia alla volpe della favola di Fedro la quale, non potendo arrivare all'uva, disse che era acerba.